# Terminal de Balsas Hong Kong–Macau
O Terminal de Balsas Hong Kong – Macau é um terminal e heliporto localizado no centro de Hong Kong. É também conhecido como Terminal de Balsas de Macau, Cais de Balsas Hong Kong-Macau ou Heliporto Shun Tak, e possui um código ICAO VHSS.
O terminal é um dos vários em Hong Kong que oferecem serviços de transporte para Macau e cidades do sul da China. O serviço regular de helicópteros é prestado para Macau, com serviços de fretamento para outros destinos regionais.
O terminal está localizado em Sheung Wan, imediatamente a oeste do principal distrito comercial de Hong Kong, na costa norte da Ilha de Hong Kong. Está ligado ao Mass Transit Railway do território e bem servido por outras formas de transporte público. O terminal faz parte do Shun Tak Center, um complexo comercial e de transporte.

## Terminal de balsas Hong Kong-Macau
As balsas regulares operam entre Hong Kong e Macau desde os primeiros dias da colônia de Hong Kong. As balsas para Macau partiam dos antigos cais de balsas de Macau neste local pelo menos desde meados do século XX, embora na década de 1960 os navios a vapor - Tak Sing, Dai Loy, Fat Shan e o (mais luxuoso) Macao - levassem cerca de quatro horas para a viagem. Também fazia parte do presente site o famoso Mercado Ocidental.
Em 1971, o Fat Shan naufragou devido ao tufão Rose a caminho de Macau. 92 dos 96 a bordo morreram, a maioria deles membros da tripulação. Eles não transportavam passageiros.
Em 1971, o Fat Shan naufragou devido ao tufão Rose a caminho de Macau. 92 dos 96 a bordo morreram, a maioria deles membros da tripulação. Eles não transportavam passageiros.

## Instalações do Terminal

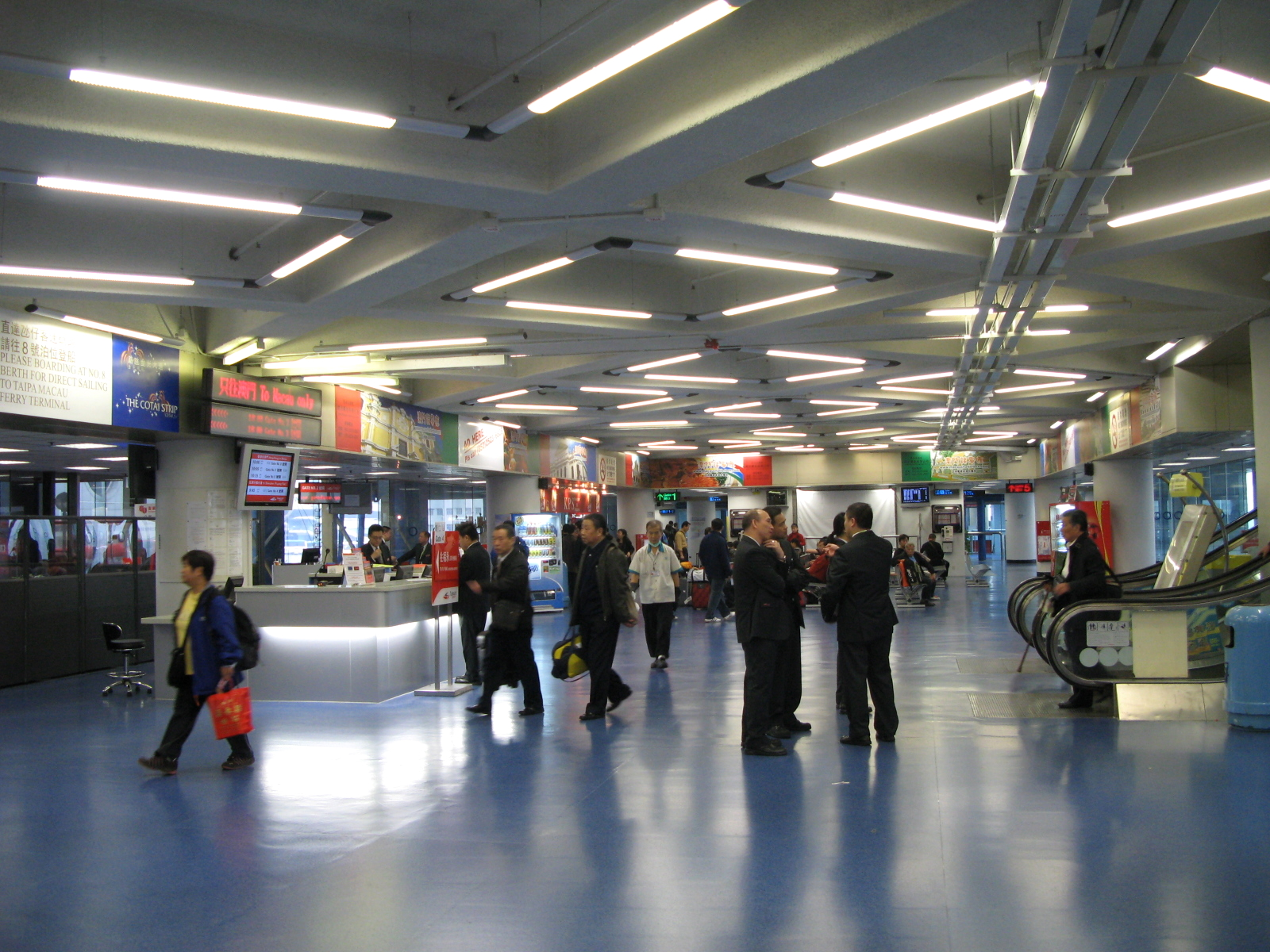
Saguão do Terminal Marítimo em dezembro de 2007

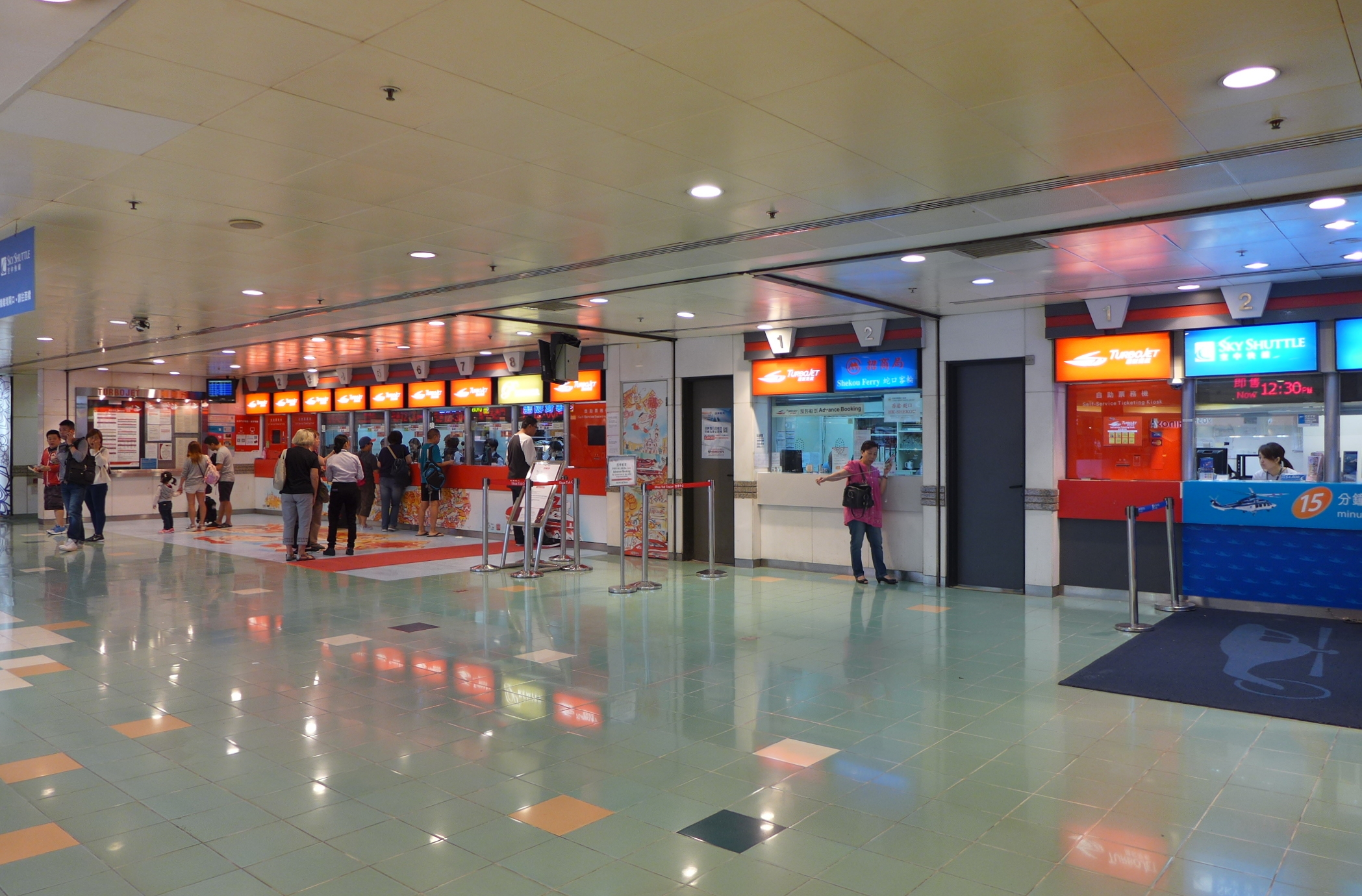
Bilheteria em outubro de 2015

O terminal utiliza dois cais insulares, cada um com várias docas para balsas, ligados por passarelas fechadas para pedestres às instalações de bilheteria e de embarque / desembarque nos níveis mais baixos do Shun Tak Center na costa. O heliporto está localizado acima do cais interno, enquanto o Centro de Tráfego de Embarcações de Hong Kong, que monitora e regulamenta os navios que navegam nas águas de Hong Kong, está localizado acima do cais externo.
O terminal é o principal ponto de partida dos ferries para Macau, embora também existam serviços do Terminal Marítimo Hong Kong-China em Tsim Sha Tsui e do Aeroporto Internacional de Hong Kong (apenas para passageiros em trânsito).
Os serviços de ferry são fornecidos para Macau por duas empresas, ambas utilizando uma variedade de designs de ferry rápido, incluindo catamarãs e Boeing Jetfoils. A TurboJET fornece serviço para o Terminal Marítimo do Porto Exterior, no centro de Macau. A Cotai Water Jet opera para o Terminal Marítimo da Taipa, na ilha da Taipa, o que permite um fácil acesso ao casino The Venetian Macao e ao Aeroporto Internacional de Macau. Ambas as operadoras executam serviços a cada 30 minutos, ou com maior frequência, durante o dia, com a TurboJET fornecendo um serviço noturno limitado. O tempo de viagem é de aproximadamente uma hora.
Várias empresas também oferecem serviços limitados aos portos de Guangdong, na China, com destinos atendidos incluindo Shekou e Nansha. Outros serviços para destinos em Guangdong operam a partir do Terminal Marítimo Hong Kong-China em Tsim Sha Tsui e o Aeroporto Internacional de Hong Kong (apenas para passageiros em trânsito).

### Acidente em 29 de novembro de 2013
Em 29 de novembro de 2013, uma balsa TurboJET de dois andares com 105 passageiros colidiu com um objeto desconhecido. 85 pessoas ficaram feridas no acidente. A balsa caiu na sexta-feira de manhã às 1h15 am, a caminho de Macau.

## Heliporto
O heliporto é formalmente conhecido como Heliporto Shun Tak (IATA: HHP, ICAO: VHSS). Ele está localizado acima do cais interno do terminal de balsas, a uma altitude de 107 ft (33 m) acima do nível do mar, e oferece dois helipontos e uma sala para clientes. Mas nenhum serviço de reabastecimento disponível. O uso do heliporto é restrito a helicópteros multimotores, com comprimento total máximo, incluindo disco do rotor, de 16 m (52 ft) e um peso máximo total não superior a 5,350 kg (11,790 lb).
O heliporto é formalmente conhecido como Heliporto Shun Tak (IATA: HHP, ICAO: VHSS). Ele está localizado acima do cais interno do terminal de balsas, a uma altitude de 107 ft (33 m) acima do nível do mar, e oferece dois helipontos e uma sala para clientes. Mas nenhum serviço de reabastecimento disponível. O uso do heliporto é restrito a helicópteros multimotores, com comprimento total máximo, incluindo disco do rotor, de 16 m (52 ft) e um peso máximo total não superior a 5,350 kg (11,790 lb).
A Sky Shuttle Helicopters baseada em Macau usa o heliporto para fornecer um serviço regular para um heliporto correspondente acima do Terminal Marítimo do Porto Exterior em Macau. Os serviços operam entre as 09h00 e as 23h00, com voos partindo a cada 30 minutos ou mais frequentemente se o tráfego assim o exigir, utilizando helicópteros AgustaWestland AW139. O tempo de viagem é de aproximadamente 16 minutos.
A Sky Shuttle também oferece serviços fretados na mesma rota, e do heliporto para outras localidades na região vizinha, incluindo o Aeroporto Internacional de Macau, Aeroporto Internacional de Shenzhen Bao'an e Aeroporto Internacional de Guangzhou Baiyun.

## Destinos
| Destino  | Nome do Terminal Português (chinês)                 |
| Shenzhen | Centro de Cruzeiros Shekou (蛇口 客运 码头)         |
| Macau    | Terminal de balsa do porto externo (外港 客運 碼頭) |
| Macau    | Terminal Marítimo da Taipa (氹 仔 客運 碼頭)        |
| Zhuhai   | Terminal de balsas de Zhuhai Jiuzhou (珠海 港)      |

## Taxa de melhoria
Cada passageiro de balsa é cobrado por 19 HKD, independentemente de sua idade. Cada passageiro de helicóptero com 12 anos ou mais é cobrado por 120 HKD para taxa de melhoria e 30 PM para taxa de serviço de aviação. A partir de 1 de abril de 1999, a taxa de melhoria para passageiros em trânsito no aeroporto que cheguem ou partam no mesmo dia é dispensada.

## Transporte terrestre
Além de balsas e helicópteros, o terminal de balsas é um centro de transporte público para várias partes de Hong Kong. Adjacente ao terminal está a estação MTR Sheung Wan. Vários terminais de ônibus estão próximos ao terminal, juntamente com uma área de micro-ônibus e táxi no Shun Tak Center. O Hong Kong Tramway tem paradas de bonde em qualquer direção da rua.
Os ônibus terminam na Balsa Hong Kong-Macau, Rumsey Street, Man Kat Street e Sheung Wan, nas proximidades do Terminal Marítimo Hong Kong-Macau:
- Os ônibus vão para partes da Ilha de Hong Kong, como Aldrich Bay, Island Resort e South Horizons

- Os ônibus vão para partes de Kowloon e novos territórios, como City One Shatin, Ho Man Tin, Ping Shek Estate, Choi Fook Estate, Kowloon City Ferry

- Os ônibus também vão de e para: Tribunal de Yu Chui, Tsz Wan Shan, propriedade de

Wan Tau Tong, Luen Wo Hui, propriedade de Po Tat, Shun Lee, propriedade de Kai Ching, Ma On Shan, Ma On Shan, Aeroporto Internacional de Hong Kong, Ngau Tau Kok, Yuen Long, Tiu Keng Leng.